# 스타우트

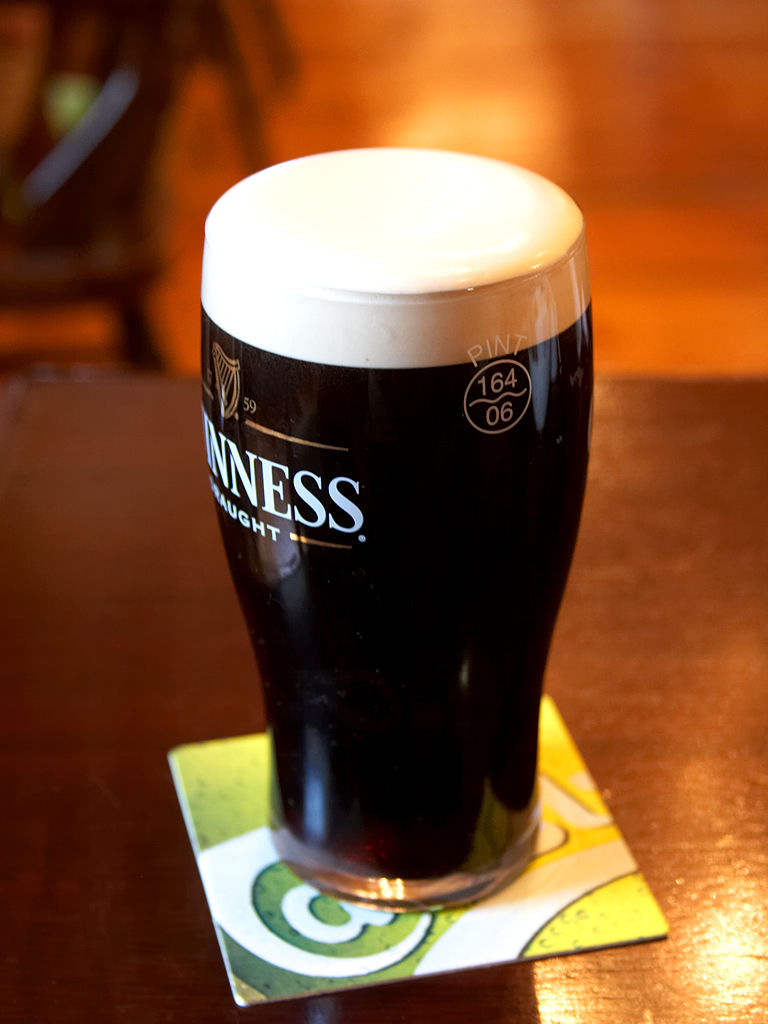
기네스 흑맥주.

스타우트(영어: Stout)는 맥주의 스타일 중 하나로, 검게 될 때까지 로스팅한 보리를 사용하여 표면 발효에 의해 양조되는 것을 가리킨다. 보통 흑맥주라고도 부른다.